# Dictionnaire de l'homophobie
Le Dictionnaire de l'homophobie est un ouvrage collectif, rédigé par des universitaires ou des spécialistes de l'homophobie, dirigé par Louis-Georges Tin et paru en 2003 aux Presses universitaires de France, avec une préface de Bertrand Delanoë.
Une citation de Guy Hocquenghem ouvre l'introduction : « Ce qui pose problème n'est pas le désir homosexuel, c'est la peur de l'homosexualité ; il faut expliquer pourquoi le mot seul déclenche les fuites et les haines. » Ce dictionnaire entend donc étudier et expliquer l'homophobie. 

## Motifs et expressions homophobes
L'ouvrage liste plusieurs concepts homophobes et idées associées à l'homosexualité par homophobie, comme l'anormal, le communautarisme, le contre nature, la décadence, la dégénérescence, le ghetto, l'ordre symbolique, la stérilité, la trahison, le vice. 
Des entrées spécifiques sont consacrées à la biphobie, à la lesbophobie, à la transphobie et à l'hétérophobie.

## Domaines
Les attitudes envers l'homosexualité sont étudiées dans plusieurs discipline comme l'anthropologie, le droit, la génétique, l'histoire,, la médecine, la psychanalyse, ou la théologie. 
Les attitudes envers l'homosexualité sont aussi étudiés dans les arts (bande dessinée, danse, littérature, musique), le sport, l'humour, la publicité et les médias. D'autres domaines comme l'armée, l'école, le monde du travail, la politique, ont droit à une entrée spécifique.

## Géographie de l'homophobie
Le dictionnaire passe en revue les différentes parties du monde (Afrique australe, Afrique de l'Ouest, Amérique du Nord, Amérique latine, Asie du Sud Est, Balkans, Europe de l'Est, Europe du Nord, Maghreb, Océanie, Proche-Orient) et plusieurs pays comme l'Angleterre, la Chine, la Corée, la France, l'Inde, l'Italie, le Japon, le Portugal ou la Russie. Ces entrées font le point sur la situation des homosexuels et sur les violences et les discriminations dans leur histoire, et celles auxquelles ils doivent faire face à l'époque contemporaine.

## Histoire et droits des homosexuels
Les régimes politiques et institutions homophobes dans l'histoire : le stalinisme, le goulag, le fascisme, l'extrême droite. 
Des sujets liés à l'histoire des homosexuels ou à leurs droits sont aussi traités : le mariage homosexuel, l'homoparentalité, le sida.

## Personnalités
Quelques entrées sont consacrées à des personnalités historiques victimes de rejet en raison de leur orientation sexuelle, comme Reinaldo Arenas, Astolphe de Custine, Violette Leduc, Pier Paolo Pasolini, Radclyffe Hall, Matthew Shepard, Alan Turing, Oscar Wilde.
D'autres personnalités apparaissent pour leur rôle dans les persécutions des homosexuels : Heinrich Himmler, Joseph McCarthy, J. Edgar Hoover, ou le maréchal Pétain. D'autres entrées décrivent le combat contre les droits des homosexuels de personnalités telles qu'Anita Bryant, Christine Boutin, Jean-Paul II.

## Traduction
L'ouvrage a été traduit en anglais sous le titre The Dictionary of Homophobia: A Global History of Gay & Lesbian Experience, aux éditions Arsenal Pulp Press en 2008 et en espagnol sous le titre Diccionario Akal de la homofobia, Edición de Akal, 2012.